# Anatona stillata
Anatona stillata är en skalbaggsart som beskrevs av Newman 1838. Anatona stillata ingår i släktet Anatona och familjen Cetoniidae. Inga underarter finns listade i Catalogue of Life.